# ستاره اسکندری
ستاره اسکندری (زادهٔ ۲۵ خرداد ۱۳۵۳) هنرپیشه سینما، تئاتر و تلویزیون اهل ایران است. اسکندری فعالیت‌های هنری خود را در سال ۱۳۷۳ آغاز کرد و به عنوان بازیگر، تهیه‌کننده، کارگردان و کنش‌گر اجتماعی در ایران فعالیت می‌کند.
اسکندری نخستین فیلم بلند خود به نام خورشید آن ماه که در ستایش فرهنگ بلوچستان است را در سال ۱۳۹۹ کارگردانی کرد و در جشنواره‌های «ایدرومنو» آلبانی و «ایماجو» جایزه بهترین کارگردانی را دریافت کرد. همچنین کاندیدای جایزه بهترین کارگردانی از جشنواره‌های «گل علیه گلوله» اتریش و «آسیا پسیفیک» ماکائو شد.

## زندگی
ستاره اسکندری در سال ۱۳۵۳ در شهر تربت حیدریه در استان خراسان به دنیا آمد. اسکندری از سال ۱۳۷۲ همراه با دانشجویان دانشکده هنرهای زیبا، فعالیت هنری خود را آغاز کرد. نخستین‌بار در سال ۱۳۷۴ در جشنواره دانشجویی برای تئاتر «افسانه» و پس از آن در سال ۱۳۷۶ در جشنواره تئاتر فجر برای نمایش «آخرین قهرمانان زمین» نامزد جایزه شد.. اسکندری از سال ۱۳۷۸ با نمایش «دندون طلا» به کارگردانی داوود میرباقری، به تئاتر حرفه‌ای پیوست و کار خود را در گروه تئاتر «دی» به سرپرستی علی رفیعی و همزمان با آن، بازیگری در تلویزیون و سینما آغاز کرد. آغاز کار وی در سینما با بازی در فیلم حریف دل (عبدالرضا گنجی) در سال ۱۳۷۵ بود.
ستاره اسکندری، علاوه بر کارگردانیِ دو تله‌تئاتر، در چندین تئاتر دیگر، از جمله نمایش خانهٔ برناردا آلبا به کارگردانی علی رفیعی به‌عنوان تهیه‌کننده حضور داشت. اسکندری در سریال تلویزیونی نرگس  پس از فوت پوپک گلدره به ایفای نقش پرداخت و با استقبال بسیار زیادی از سوی مخاطبان تلویزیون مواجه شد.
ستاره اسکندری پس از پخش فیلم خورشید آن ماه در جشنواره‌های گوناگون بین‌المللی و تحسین منتقدان به‌خاطر پرداختن به موضوعات چالش‌برانگیز مثل زن، زندگی و فرهنگ بلوچ، در بیست‌ودومین جشنواره بین‌المللی فیلم پونای هند در سال ۲۰۲۳ به عنوان داور دعوت شد. 
اسکندری در سال ۱۳۹۶ «خانهٔ فرهنگ و هنر مانا» را تأسیس کرد. او همچنین در اسفند ۱۳۹۷ به همراه سیاوش ستاری «خانه‌ موزهٔ خیمه‌شب‌بازی ایران» را بنا کرد و اولین ماشین خیمه‌شب‌بازی را نیز با هدف ایجاد شادی و رؤیا برای کودکان بلوچ در منطقهٔ آزاد چابهار به حرکت درآورد. نخستین جشنواره سراسری خیمه‌شب‌بازی با مدیریت ستاره اسکندری به مناسبت هفته میراث فرهنگی و روز موزه به‌صورت مستقل در خرداد ۱۴۰۳ در تهران برگزار شد. 

## حواشی
بر اساس تصاویر منتشر شده در شبکه‌های اجتماعی، مهرماه سال ۱۳۹۷ ستاره اسکندری به همراه امیرحسین صدیق از بازیگران سرشناس ایرانی پس از آزادی عکاس بازداشتی واقعه گلستان هفتم به دیدن او رفتند که این دیدار موجب انتقادات تند رسانه‌هایی چون روزنامه کیهان، روزنامه جوان و خبرگزاری فارس از این دو بازیگر سینما و تلویزیون شد.
در تیر ۱۳۹۸ فیلمی از ستاره اسکندری در فضای مجازی منتشر شد که وی را بدون حجاب در ترکیه نشان می‌دهد که انتقادها و جنجال‌های زیادی به همراه داشت.

## هنرهای نمایشی

### تئاتر
- ۱۳۷۸ ـ دندون طلا (داوود میرباقری)
- ۱۳۷۸ ـ دیوار (محسن علیخانی)
- ۱۳۷۹ ـ رومئو ژولیت (علی رفیعی)
- ۱۳۸۰ ـ سعادت لرزان مردمان تیره‌روز (محسن علیخانی)
- ۱۳۸۰ ـ شازده احتجاب (علی رفیعی)
- ۱۳۸۱ ـ در مصر برف نمی‌بارد (علی رفیعی)
- ۱۳۸۲ ـ شب هزارویکم (بهرام بیضایی)
- ۱۳۸۲ ـ قهوهٔ تلخ (شبنم طلوعی)
- ۱۳۸۵ ـ عَشَقه (محمد رحمانیان)
- ۱۳۸۷ ـ شکار روباه (علی رفیعی)
- ۱۳۹۳ ـ هم‌هوایی (افسانه ماهیان)
- ۱۳۹۶ ـ نفر دوم (مهین صدری)
- ۱۳۹۸-من یه زنم صدامو می شنوین؟ (کاملیا غزلی)

### کارگردان تله‌تئاتر
- ۱۳۹۳ ـ جوان نازنین
- ۱۳۹۶ ـ زندگی آقای دونیچ

### تهیه‌کننده تئاتر
- ۱۳۹۲ ـ سی و سه درصد نیل سایمون
- ۱۳۹۵ ـ بریدگی‌ها
- ۱۳۹۶ ـ عروسی خون
- ۱۳۹۷ ـ خانه برناردا آلبا
- ۱۴۰۳ - مَچ مَدگ

### فیلم‌شناسی
| سال  | نام فیلم                   | کارگردان                     |
| ---- | -------------------------- | ---------------------------- |
| ۱۳۷۵ | حریف دل                    | رضا گنجی                     |
| ۱۳۷۹ | مسافر ری                   | داوود میرباقری               |
| ۱۳۸۰ | تارزن و تارزان             | علی عبدالعلی‌زاده             |
| ۱۳۸۳ | مواجهه                     | سعید ابراهیمی‌فر              |
| ۱۳۸۴ | شبانه                      | کیوان علی‌محمدی و امید بنکدار |
| ۱۳۸۷ | شیرین                      | عباس کیارستمی                |
| ۱۳۸۷ | شبانه‌روز                   | کیوان علی‌محمدی و امید بنکدار |
| ۱۳۸۸ | قصهٔ پریا                   | فریدون جیرانی                |
| ۱۳۸۹ | ملاقات                     | عباس رافعی                   |
| ۱۳۸۹ | ملاقات، اپیزود چسب زخم     | هادی مقدم‌دوست                |
| ۱۳۸۹ | ملاقات، اپیزود ایستگاه آخر | شاپور قریب                   |
| ۱۳۸۹ | قبرستان غیرانتفاعی         | محسن دامادی                  |
| ۱۳۸۹ | آقا یوسف                   | علی رفیعی                    |
| ۱۳۹۰ | شیر تو شیر                 | ابراهیم فروزش                |
| ۱۳۹۱ | هیس! دخترها فریاد نمی‌زنند  | پوران درخشنده                |
| ۱۳۹۲ | ناخواسته                   | برزو نیک‌نژاد                 |
| ۱۳۹۲ | فردا                       | مهدی پاکدل و ایمان افشاریان  |
| ۱۳۹۳ | نزدیکتر                    | مصطفی احمدی                  |
| ۱۳۹۴ | نیمه‌شب اتفاق افتاد         | تینا پاکروان                 |
| ۱۳۹۵ | مَلی و راه‌های نرفته‌اش       | تهمینه میلانی                |
| ۱۳۹۵ | خانهٔ کاغذی                 | مهدی صباغ‌زاده                |
| ۱۳۹۵ | دریاچهٔ ماهی                | مریم دوستی                   |
| ۱۳۹۶ | سرو زیر آب                 | محمدعلی باشه آهنگر           |
| ۱۳۹۷ | کمیکال                     | اشکان مستی                   |
| ۱۳۹۷ | سودابه                     | محمدعلی سجادی                |
| ۱۳۹۸ | قاتل و وحشی                | حمید نعمت‌الله                |
| ۱۳۹۸ | چپ راست                    | حامد محمدی                   |
|      |                            |                              |

### کارگردانی سینما
- خورشید آن ماه (۱۳۹۹)

خورشید آن ماه فیلمی به کارگردانی ستاره اسکندری، تهیه‌کنندگی منوچهر محمدی و نویسندگی سمیه تاجیک محصول سال ۱۳۹۹ است. ساخت موسیقی فیلم با حسین علیزاده بوده است. بهرام دهقانی تدوین و مهران ملکوتی صداگذاری آن را برعهده داشته‌اند.  نازنین فراهانی، پژمان بازغی، امیرحسین هاشمی، بنفشه صمدی، روژین صدرزاده، صادق سهرابی، مهتاب جامی، نکیسا نوری، صادق بلوچی، روژناک شیرانی و مریم بوبانی بازیگران این فیلم هستند.
خورشید آن ماه (نخستین فیلم سینمای ایران به زبان بلوچی) در ستایش فرهنگ سیستان و بلوچستان است که با حضور اسحاق بلوچ نسب و برکت برجان نگاهی نو به خود گرفته است. این فیلم در هزارتوی چشم‌اندازهای بکر، موسیقی مسحور کننده و آداب و سنن منطقه، در دل داستان عشقی سرکوب‌شده، می‌کوشد تصویری حقیقی از بلوچستان ارائه دهد که با تصاویر معمول این منطقه و مردمان آن در سینمای مسلط ایران تفاوت‌هایی مهم و بنیادین دارد. ستاره اسکندری ساخت این فیلم را یک مسئولیت اجتماعی با هدف کلیشه زدایی از تصویر معمول بلوچستان در سینمای ایران می داند 
خورشید آن ماه انبوهی از نشانه‌های فرهنگ بلوچستان را در خود دارد. زبان، پوشش، غذا، موسیقی. فیلم به رغم نمایش زیبایی‌های طبیعی این استان، از جمله دریا و کوه‌های مریخی، تقریبا هیچ نمای کارت پستالی ندارد و تمام جزئیات، برای روایت یک قصه اجتماعی که پیشینه‌ای کهن دارد، به خدمت گرفته شده. چهره‌پردازی انجام شده نیز در جهت تقویت ظاهر بازیگران و باورپذیری آن‌ها در نقش بومی‌شان، موفق بوده است؛ هم چنانکه طراحی و چیدمان صحنه و لباس بازیگران و البته همراهی موسیقی حسین علیزاده، به فیلم کمک موثری کرده‌اند.

## مجموعه‌های تلویزیونی

### سریال های تلویزیونی
| سال پخش   | نام سریال              | کارگردان                          |
| --------- | ---------------------- | --------------------------------- |
| ۱۳۷۴      | ماه مهربان             | بهروز بقایی                       |
| ۱۳۷۵      | ماجراهای خانه شماره 13 | اسماعیل میهن دوست                 |
| ۱۳۷۸      | ایستگاه                | منوچهر عسگری‌نسب                   |
| ۱۳۷۹      | با من بمان             | حمید لبخنده                       |
| ۱۳۸۱      | روزهای به‌یاد ماندنی    | همایون شهنواز و تورج منصوری       |
| ۱۳۸۲      | بیگانه‌ای در میان ما    | احمد امینی                        |
| ۱۳۸۳      | عشق گمشده              | حسین سهیلی زاده                   |
| ۱۳۸۵      | نرگس                   | سیروس مقدم                        |
| ۱۳۸۵      | تا صبح                 | مجید جوانمرد و محمدعلی باشه آهنگر |
| ۱۳۸۶      | مرگ تدریجی یک رویا     | فریدون جیرانی                     |
| ۱۳۸۸      | فاکتور هشت             | رضا کریمی                         |
| ۱۳۸۸      | شوق پرواز              | یدالله صمدی                       |
| ۱۳۹۰      | حیرانی                 | کیوان علی محمدی و امید بنکدار     |
| ۱۳۹۱      | هفت‌سین                 | یدالله صمدی                       |
| ۱۳۹۲      | همه بچه‌های ما          | تاجبخش فنائیان                    |
| ۱۳۹۴      | زعفرانی                | حامد محمدی                        |
| ۱۳۹۶      | گمشدگان                | رضا کریمی                         |
| ۱۳۹۶      | گیله وا                | اردلان عاشوری                     |
| ۱۳۹۸      | ترور خاموش             | احمد معظمی                        |
| ۱۳۹۸_۱۴۰۵ | سلمان فارسی            | داوود میرباقری                    |

### سریال های شبکه نمایش خانگی
| سال پخش | نام سریال     | کارگردان           |
| ------- | ------------- | ------------------ |
| ۱۴۰۱    | پدر گواردیولا | سعید نعمت الله     |
| ۱۴۰۰    | خاتون         | تینا پاکروان       |
| ۱۴۰۰    | خسوف          | مازیار میری        |
| ۱۴۰۰    | میدان سرخ     | ابراهیم ابراهیمیان |
| ۱۳۹۷    | رقص روی شیشه  | مهدی گلستانه       |
| ۱۳۹۴    | دندون طلا     | داوود میرباقری     |

## جوایز و افتخارات
- جایزهٔ بهترین بازیگر زن از نوزدهمین جشنوارهٔ تئاتر فجر برای بازی در نمایش سعادت لرزان مردمان تیره‌روز (۱۳۷۹)
- جایزهٔ بهترین بازیگر زن انجمن منتقدان برای بازی در نمایش سعادت لرزان مردمان تیره‌روز (۱۳۷۹)
- جایزهٔ بهترین بازیگر زن تلویزیون برای بازی در مجموعهٔ تلویزیونی نرگس (۱۳۸۵)
- جایزه بهترین بازیگر زن خانه تاتر برای نمایش هم هوایی (۱۳۹۳)
- جایزهٔ بهترین بازیگر زن از سی و چهارمین جشنوارهٔ تئاتر فجر برای بازی در نمایش هم‌هوایی (۱۳۹۳)
- جایزهٔ بهترین بازیگر زن درام از شانزدهمین جشن حافظ برای بازی در مجموعهٔ دندون طلا (۱۳۹۴)[۹]
- جایزهٔ بهترین بازیگر زن درام از چهارمین جشنوارهٔ یاس برای بازی در مجموعهٔ دندون طلا (۱۳۹۴)
- جایزهٔ بهترین بازیگر زن از جشنوارهٔ ردلاین کانادا برای فیلم نیمه‌بلند کمیکال (۱۳۹۸)[۱]
- جایزه بهترین کارگردانی جشنواره بین المللی مستقل ایدرومنو در کشور آلبانی برای فیلم خورشید آن ماه
- جایزه کازابلانکا برای بهترین فیلم خارجی و جایزه استنلی کوبریک برای بهترین کارگردانی جشنواره بین المللی IMAGO چیویتلا دل ترونتو ایتالیا برای فیلم خورشید آن ماه
- کاندیدای بهترین فیلم داستانی، بهترین فیلمنامه، بهترین کارگردان، بهترین سینماگر و بهترین طراحی لباس جشنواره فیلم بین المللی آسیا پسفیک در ماکائو
- لوح تقدیر ایکوم (کمیته ملی موزه ها) برای تلاش در جهت آموزش خیمه شب بازی (۱۴۰۳)